# Rami Garipov
Rami Yagafarovich Garipov (în bașchiră Рәми Йәғәфәр улы Ғарипов, n. 12 februarie 1932 - d. 20 februarie 1977) a fost un poet național din Republica Bașcortostan, scriitor și dramaturg. 
Garipov s-a născut în familia unui fermier. După ce a terminat cele șapte clase în satul natal, și-a continuat studiile la Ufa. Între anii 1950-1955 a studiat la Institutul de Literatură Maxim Gorki din Moscova și după absolvire a lucrat pentru ziarul Consiliul din Bașchiria, revista Aghidel și editura literară Bașchir. 
Între 1959-1964, Garipov a locuit în ținuturile sale natale, servind ca secretar Comsomol la fermele „Yuryuzan” și „Sargamysh” din districtul Salavatski și lucrând pentru un ziar local. Între 1964-1966 a scris pentru ziarul Consiliul din Bașchiria, iar între 1968-1972 a fost secretar executiv al revistei lunare în limba bașchiră pentru femei.